# Рети
Рети (на латински: Raeti) са древни келтско-илирийски племена, обитаващи долините на Западните и Централни Алпи. Изповядвали са друидизма.
За произхода им няма достоверни данни. Античните автори отъждествяват ретите с етруските. По мнението на повечето от съвременните лингвисти, в надписите на ретите е използван вариант на етруската азбука. Ретският език е граматически и лексикално близък с етруския.
Покорени са от римляните през 15—13 пр.н.е.